# BiblioVie
BiblioVie est une collection de ressources et de services sur internet développée par l'Institut de l'information scientifique et technique (INIST), unité du Centre national de la recherche scientifique (CNRS), mise à disposition des chercheurs du CNRS travaillant dans les sciences de la vie.
Depuis 2017 le service BiblioVie a disparu et laisse place à un portail pluridisciplinaire BibCNRS.

## Contenu
Bibliovie met à disposition des chercheurs :
- l'accès à un grand nombre de revue électroniques et de monographies de biologie ;
- l'accès à certaines bases de données bibliographiques sur internet ;
- des liens vers certains sites internet sur les sciences de la vie sélectionnés par l'INIST.